# Kryzys prezydencki w Wenezueli
     Wenezuela
     Brak stanowiska
     Neutralność
     Uznanie dla Guaidó
     Wsparcie dla Zgromadzenia Narodowego
     Uznanie Maduro

Stanowisko wobec kryzysu w Wenezueli:
Wenezuela
Brak stanowiska
Neutralność
Uznanie dla Guaidó
Wsparcie dla Zgromadzenia Narodowego
Uznanie Maduro

Kryzys prezydencki w Wenezueli – spór konstytucyjny o obsadę stanowiska prezydenta Wenezueli pomiędzy dotychczasowym prezydentem Nicolásem Maduro i przewodniczącym Zgromadzenia Narodowego Juanem Guaidó, epizod trwających od 2014 protestów.

## Tło
Źródłem kryzysu prezydenckiego był kryzys gospodarczy rozwijający się od 2009, a nasilający się od początku rządów Maduro. Zacofana gospodarka opierała się na eksporcie ropy naftowej, jednak spadek jej ceny spowodował brak środków na import innych surowców i produktów, w efekcie czego zaczęło brakować artykułów pierwszej potrzeby, a inflacja zaczęła gwałtownie rosnąć.
W styczniu 2018 roku Zgromadzenie Narodowe ogłosiło wybory prezydenckie, które zostały przeprowadzone 20 maja. Wiceszef rządzącej partii socjalistycznej Diosdado Cabello ogłosił jako kandydata ugrupowania dotychczasowego prezydenta Nicolasa Maduro. Jednocześnie komisja wyborcza odmówiła koalicji partii opozycyjnych Jedność Demokratyczna prawa wystawienia wspólnego kandydata i zdelegalizowała dwa ugrupowania koalicji (Wola Ludu i Most).
W głosowaniu urzędujący prezydent Nicolás Maduro uzyskał 5,8 mln głosów, natomiast Henri Falcon 1,8 mln, a Javier Bertucci 900 tys. głosów. Obaj opozycyjni kandydaci oskarżyli rząd o kupowanie głosów, fałszerstwa wyborcze i odmówili uznania wyników wyborów. Równocześnie inni opozycjoniści, jak Leopoldo Lopez i Julio Borges nie mogli wystartować w wyborach z powodu odmowy władz.
Według danych państwowej komisji wyborczej frekwencja wyniosła 46%, natomiast szacunki opozycji były bliskie 30%. W związku z fałszerstwami, kupowaniem głosów i zastraszaniem przeciwników politycznych uznania wyników wyborów i reelekcji prezydenta Maduro odmówiły Stany Zjednoczone, Unia Europejska i Brazylia, Meksyk, Chile, Kolumbia i Argentyna.
10 stycznia 2019 Maduro zaprzysiągł się na kolejną kadencję przed trybunałem wyborczym, mimo że Unia Europejska, Organizacja Państw Amerykańskich, USA i 13 krajów Ameryki Łacińskiej, nie uznały jego mandatu z powodu fałszerstw wyborczych i wezwały do rozpisania wolnych wyborów oraz uwolnienia więźniów politycznych, a zdominowane przez opozycję Zgromadzenie Narodowe ogłosiło Maduro uzurpatorem i wezwało wojsko oraz urzędników państwowych do wypowiedzenia mu posłuszeństwa.

## Przebieg
22 stycznia 27 żołnierzy Gwardii Narodowej zostało aresztowanych po tym, jak wypowiedzieli posłuszeństwo rządowi Maduro. W odpowiedzi przewodniczący Zgromadzenia Narodowego Juan Guaidó wezwał armię do wystąpienia przeciw łamiącemu prawo prezydentowi, a 24 stycznia ogłosił się tymczasowym prezydentem zgodnie z konstytucją Wenezueli, która umożliwia mu przejęcie obowiązków głowy państwa w przypadku braku legalnego prezydenta.
Decyzja zyskała poparcie władz USA, które uznały nowego prezydenta, w efekcie administracja Maduro zerwała relacje dyplomatyczne z tym państwem. Tego samego dnia uznanie dla prezydentury Guaidó ogłosiły rządy Brazylii, Kolumbii, Peru, Paragwaju, Chile i Argentyny. Jednocześnie minister obrony Wenezueli Vladimir Padrino ogłosił poparcie wenezuelskiej armii dla Maduro, gdyż wielu wysokiej rangi oficerów zasiadało w rządzie Maduro i sprawowało kontrolę nad kluczowymi przedsiębiorstwami w różnych działach gospodarki (naftowym, górniczym, hutniczym, ubezpieczeniowym). Pierwszym oficerem wysokiej rangi, który poparł Guaidó był gen. Francisco Yanez, członek naczelnego dowództwa sił powietrznych, który ogłosił swoją decyzję 2 lutego.
29 stycznia sąd najwyższy na polecenie prokuratora generalnego rządu Maduro zakazał Guaidó wyjeżdżania z kraju, a sam Guaido mianował 11 ambasadorów. 31 stycznia Guaidó wezwał dotychczasowy rząd do negocjacji w sprawie pokojowego oddania władzy na wzór m.in. Polski i Chile oraz zapowiedział amnestię dla członków reżimu.
Na 23-24 lutego zaplanowano wysłanie do Wenezueli konwojów z międzynarodową pomocą humanitarną, jednak mimo dezercji kilkudziesięciu pograniczników administracja Maduro uniemożliwiła ich wjazd na teren kraju, budując barykady na przejściach granicznych. Do obrony przejść granicznych formacje wierne Maduro używały gazu łzawiącego oraz gumowej i ostrej amunicji, niektóre pojazdy z pomocą humanitarną podpalono, a kilkunastu wolontariuszy zginęło. W tym samym czasie Guaidó spotkał się w przygranicznej Cucucie prezydentami Kolumbii, Chile i Paragwaju, ale nie zdołał wrócić do kraju wraz z pomocą humanitarną, w efekcie czego znalazł się na emigracji. Następny tydzień Guaidó spędził więc na podróży po pięciu krajach regionu i, mimo pogróżek rządu Maduro przypominającego, że złamanie zakazu opuszczenia kraju grozi karą do 30 lat więzienia, 4 marca wrócił do kraju rejsowym samolotem z Panamy i wystąpił na wiecu w centrum Caracas. Tego samego dnia Guaidó zapowiedział też spotkania z liderami związków zawodowych państwowych firm i urzędów w celu omówienia możliwego strajku generalnego.
Z powodu awarii systemu energetycznego w kraju nastąpił brak energii trwający od 7 do 12 marca. Na polecenie Maduro, który uznał awarię za skutek amerykańskiego sabotażu, kontrolę nad 114 elektrowniami przejęło wojsko. Jednocześnie zdaniem specjalistów z Centralnego Uniwersytetu Wenezueli powodem awarii było przeciążenie linii przesyłowych i awaria w elektrowni wodnej w Guri, zaspokajającej 80% potrzeb energetycznych kraju.
W marcu prokuratura wszczęła wobec Guaidó śledztwo, ale bez konkretnych zarzutów. Natomiast w kwietniu uzależniony od Maduro Sąd Najwyższy zażądał od niekonstytucyjnego tzw. Zgromadzenia Konstytucyjnego, by odebrał Guaidó immunitet i ponowił wobec niego zakaz opuszczania kraju, nakładając grzywnę za złamanie poprzedniego. Odebranie immunitetu miało na celu osądzenie Guaidó za opuszczenie kraju wbrew administracyjnemu zakazowi, ponadto inne organy administracji oskarżyły Guaidó o przestępstwa podatkowe. Sam wniosek o odebranie immunitetu był nieprawidłowy, bowiem immunitet może być uchylony tylko przez parlament, który nie jest uznawany przez rząd Maduro. Jednocześnie sam Guaidó nadal jeździł po kraju, wzywając ludność do oporu. Po odebraniu immunitetu Guaidó uzyskał wyrazy poparcia od rządów krajów latynoskich oraz wezwał do kontynuacji protestów.
Pomimo agresywnych kroków z początku kwietnia, kilka dni później Maduro poprosił Meksyk, Urugwaj i Boliwię o pomoc w nawiązaniu rozmów z opozycją, jednak opozycja odrzuciła te propozycje, podkreślając nielegalne sprawowanie władzy przez Maduro i uznając oddanie przez niego władzy i wolne wybory za jedyny sposób rozwiązania kryzysu.

### Operacja wolność
Pod hasłem Operacja wolność rankiem 30 kwietnia Guaidó wezwał Wenezuelczyków do ogólnokrajowego powstania i apelował do wojska o pomoc w obaleniu Maduro. W stolicy kraju doszło do masowych demonstracji i starć z Gwardią Narodową. Guaidó ogłosił też, że dowództwo wenezuelskiej armii zdecydowało się przejść na stronę społeczeństwa, a w ciągu trwającego dnia napływały informacje o kolejnych jednostkach wojskowych przechodzących na stronę opozycji. W wystąpieniu towarzyszył mu Leopoldo Lopez, od 2017 r. przebywający w areszcie domowym, a uwolniony przez oddział policji politycznej SEBIN. Dyktatura wezwała służby państwowe do stawienia oporu zamachowi, zablokowano drogi wjazdowe do Caracas i wiele komunikatorów. Władza najskuteczniej zabezpieczyła naftowy stan Zulia, gdzie zamknięto dwie radiostacje i jeden kanał telewizyjny, aresztowano dziewięciu dziennikarzy, a jednego ciężko raniono.
Wieczorem tego samego dnia Maduro wystąpił w telewizji państwowej z orędziem, ucinając pogłoski o swojej ucieczce z kraju i zapewniając, że wojsko jest mu w całości oddane. Rząd zdołał ostatecznie odzyskać inicjatywę i rozpędzić demonstrantów we wschodnich częściach Caracas, gdyż ostatecznie przypadki dezercji wojskowych okazały się jednostkowe i nie dotyczyły najwyższych oficerów. 1 maja wieczorem Leopoldo Lopez był zmuszony ukryć się w ambasadzie Hiszpanii. W czasie dwóch dni rewolucji zginęło dwóch demonstrantów, a ponad 100 osób zostało rannych, a obie strony znalazły się w impasie. Dyktatura Maduro w początkach maja aresztowała 10 parlamentarzystów, którzy wzywali wojsko do obalenia reżimu, w tym wicemarszałka izby Edgar Zambrano. Aresztowanie potępiły Unia Europejska i większość państw Ameryki Łacińskiej, a Stany Zjednoczone zażądały natychmiastowego uwolnienia Zambrano.

### Wenezuelska ropa
Sankcje nałożone na PDVSA Chińczycy i Hindusi potraktowali jako okazję do tańszych zakupów ropy. Wg Bloomberga Wenezuela eksportuje miliony baryłek ropy tankowcami tych państw. Mają one wyłączone transpondery. 96% przychodów Wenezueli jest ze sprzedaży ropy.

## Stanowisko w sprawie kryzysu
Guaidó został uznany za prezydenta Wenezueli m.in. przez USA, Brazylię, Kolumbię, Peru, Paragwaj, Chile i Argentynę już 24 stycznia. Potem uznały go Izrael, Australia, Albania, Kosowo i Gruzja oraz Parlament Europejski. Komisja Europejska wyraziła poparcie dla Zgromadzenia Narodowego i wezwała do przeprowadzenia wolnych wyborów prezydenckich, zapowiadając równocześnie możliwe uznanie Guaidó w przyszłości. 4 lutego Guaidó uznało 12 państw UE, w tym Niemcy, Francja, Hiszpania i Polska. Tego samego dnia Maduro zwrócił się o mediację do papieża. Na 7 lutego została zaplanowana w Montevideo konferencja krajów zachodniej półkuli w sprawie Wenezueli.
1 maja 2019 sekretarz stanu USA Mike Pompeo zapowiedział, że możliwa jest interwencja wojskowa USA w celu odsunięcia Maduro od władzy, a we wrześniu głosami 12 państw członkowskich (w tym wenezuelskiego rządu Juana Guaidó) przy 5 wstrzymujących się i jednym nieobecnym, Organizacja Państw Amerykańskich opowiedziała się za uruchomieniem wobec Wenezueli Międzyamerykańskiego Traktatu o Pomocy Wzajemnej, który gwarantuje udzielanie krajom członkowskim pomocy w sytuacji zagrożenia, po czym wyraziła gotowość do nałożenia sankcji na rząd Maduro, przy czym kraje członkowskie wykluczyły możliwość zbrojnego obalenia tego rządu.
Wśród państw, które nie uznały prezydentury Guaidó i ogłosiły poparcie dla Maduro były m.in. Rosja, Boliwia, Kuba, Chiny i Turcja.